# فريدريش زالومون كراوس
فريدريش زالومون كراوس (بالألمانية: Friedrich Salomon Krauss)‏ (و. 1859 – 1938 م) هو عالم في الأتنيات ‏، وعالم إنسان، ومؤلف، وكاتب، ومترجم نمساوي، ولد في بوزيغا، توفي في فيينا، عن عمر يناهز 79 عاماً.

## التعليم
تعلم في جامعة فيينا.